# Heraclia atribasalis
Heraclia atribasalis är en fjärilsart som beskrevs av George Francis Hampson. Heraclia atribasalis ingår i släktet Heraclia och familjen nattflyn. Inga underarter finns listade i Catalogue of Life.